# Арабаджи Тимур Дмитрович
Тиму́р Дми́трович Араба́джи — український баскетболіст, майстер спорту України, кандидат педагогічних наук.

## З життєпису
Бронзовий призер чемпіонату світу з баскетболу 3х3.
Чемпіон і призер України: вища і перша ліга Національного чемпіонату; Всеукраїнської Універсіади та студентської баскетбольної ліги України.
Кращий гравець і найрезультативніший гравець в багатьох чемпіонатах України.
Тренер студентської збірної команди України на Всесвітній Універсіаді-2013.
Чемпіон і володар Кубка України з баскетболу 3х3.
Переможець та кращий гравець міжнародного турніру з баскетболу 3х3 «Moscow Open-2009».
Чемпіон України серед юнаків. Бронзовий призер чемпіонату світу зі стрітболу.
У сезоні 2017—2018 років — головний тренер баскетбольного клубу «Політехнік» (Харків).
Опубліковано 7 його статтей.